# Laguna Santo Corazón
La laguna Santo Corazón es una laguna de agua dulce de Bolivia. Administrativamente está ubicada en el municipio de Ascensión de Guarayos de la provincia Guarayos en el departamento de Santa Cruz, en la parte central del país. La laguna Santo Corazón se encuentra a 194 metros sobre el nivel del mar, y tiene una superficie de 14,98 kilómetros cuadrados, 5,7 km de largo y 4,5 km de ancho.